# Hector Plancquaert
Hector Planquaert (Wortegem, 21 december 1863 – Outer, 3 juni 1953) was een Vlaams voorvechter, activist, schrijver en Belgisch daensistisch politicus, journalist en letterkundige. 

## Levensloop
Marie Hector Hypopolite Planquaert werd geboren als jongste telg van 10 kinderen uit een welstellende familie. Zijn vader Marcelinus Julianus Plancquaert was arts, brouwer en gedurende twintig jaar (1883-1903) burgemeester van de gemeente Wortegem. Hij doorliep de humaniora aan het bisschoppelijk college van Oudenaarde en in het Collège Notre-Dame in Doornik. Hij studeerde van 1882 tot 1884 wijsbegeerte en letteren aan de Katholieke Universiteit Leuven en was vervolgens van 1885 tot 1899 directeur van een suikerfabriek van Zomergem. In 1888 werd hij tevens redacteur van het Vlaamse katholieke dagblad Het Belfort en in 1894 stichtte hij het daensische weekblad Het Recht.
Vanaf 1896 hernam hij de studie rechten aan de Rijksuniversiteit Gent en promoveerde tot doctor in de rechten in 1899. Hij schreef zich als advocaat in aan de balie van Gent, waar hij vanaf 1910 woonde. Hij was echter nauwelijks actief als advocaat.
Hij werd vanaf 1889 actief in de daensistische beweging en voerde onder meer actie voor de vernederlandsing van de Gentse universiteit.
Tijdens de oorlog stond hij aanvankelijk afkeurend tegenover het activisme, maar hij draaide in deze richting en werd in 1918 ondervoorzitter van de tweede Raad van Vlaanderen, werd schepen en zelfs waarnemend burgemeester van Gent. In 1915 werd hij redacteur van het in Nederland uitgegeven De Vlaamsche Stem.
Begin november 1918 vluchtte hij naar Duitsland. In 1919 werkte hij in een advocatenkantoor in Haarlem, maar vertrok nog hetzelfde jaar naar Göttingen en vervolgens naar Tettnang bij de Bodensee. In België werd hij bij verstek ter dood veroordeeld. In 1929, gevolg aan de Amnestiewet, kwam hij weer naar België. Hij vestigde zich in Outer bij Ninove en werd opnieuw actief bij de daensisten. Hij voerde actie tegen de stichting van het VNV, dat naar zijn oordeel te zeer in rechtse en autoritaire richting evolueerde en voerde daensistische lijsten aan tegen de VNV-lijsten.
Plancquaert is ook een van de figuren die in de jaren 1930 weinig gelukkig is geweest met de koers van het Vlaams-nationalisme in rechtse en autoritaire richting.

## Daensisme
Hij speelde een belangrijke rol in de daensistische beweging en partij. Hij stond verschillende keren als kandidaat op de lijsten voor de wetgevende verkiezingen, maar werd slechts eenmaal voor korte tijd lid van de Kamer van volksvertegenwoordigers voor het arrondissement Aalst: van 26 maart 1918 tot 28 november 1918 als opvolger van de overleden Pieter Daens. De geldigverklaring werd verdaagd.

## Publicaties
Hij was schrijver en gaf uit:
- Lambrecht van Loo, geschiedkundige ridderroman, 1887.
- De Dood van Karel den Goede, Graaf van Vlaanderen, drama in vijf bedrijven.
- Jan Vleminx, een verhaal uit den tijd van de opkomst der christene democraten in Vlaanderen, 1910
- De geldwolf, 1914
- Ceelken, 1926
- De graaf van Puyenbroeck, 1931
- De dood van den czar

## Cyriel Buysse
In ’n Leeuw van Vlaanderen (1900) beschrijft Cyriel Buysse een woelige betoging in Gent. Hij doet dit door de ogen van een jonge christendemocratische advocaat Robert, in werkelijkheid Hector Planquaert.